# 米象
米象或米象鼻虫（学名：Sitophilus oryzae），俗稱米蟲、穀牛、象甲，中國北方稱為麦甲，古稱蛘、䗘、𧉪。在台灣、日本和世界其他地方均有分佈。常生活在穀物中，會攻擊小麦、稻及玉米等多種农作物，而且繁殖速度快，所以被認為是穀物中主要的有害生物。
其种加词“oryzae ”意为“稻米的”。

## 特徵
- 卵：約長0.6毫米，乳白色半透明，外形為長橢圓形，一端稍膨大。
- 幼蟲：體長約2.5～3毫米，身體為乳白色，頭部淡褐色，口器黑褐色。無步足，腹部肥大但腹面平直，背部彎曲如弓形，有13節體節，各節有許多橫縐紋。
- 蛹：幼蟲在成蛹前，胸節會膨大而腹節縮小且伸長，此時色為乳白色。成蛹後長約2.9～3.7毫米，初化蛹時呈乳白色，吻下彎貼於胸部下方，頭胸腹三部區分明顯，觸角、翅及足均裸出。
- 成蟲：體長約2.5～3.5毫米，呈圓卵形。頭小，口吻細長如象鼻，雌蟲的口吻較細長，稍向下彎曲，有光澤。雄蟲口吻較粗短，不彎曲，吻背有縱向隆起線及明顯小刻點，無光澤。觸角呈膝狀，前端如棒狀，前胸較頭部寬大，翅鞘與前胸背部密佈圓形刻點，翅鞘上有2～4個淺紅或橙黃色斑紋。

## 習性
米象每年約有8～9個世代，一世代約20～50天，在高溫下繁殖較快，32℃時一世代只需25天。成蟲平均壽命達4個月。
成蟲用口器將谷物嚙成深孔，並產卵於孔內，並透過產卵管的分泌物將孔洞封住，通常一粒穀粒產一卵，數量依穀粒大小而異。幼蟲孵化後以穀粒為食，將穀粒蛀穿成彎曲隧道，並逐漸囓成中空，蟲糞則排於穀粒外。幼蟲在米粒中結蛹羽化為成蟲後具有飛翔能力，便會離開並開始交配。

## 近緣種
較為人熟知的同屬物種如下：

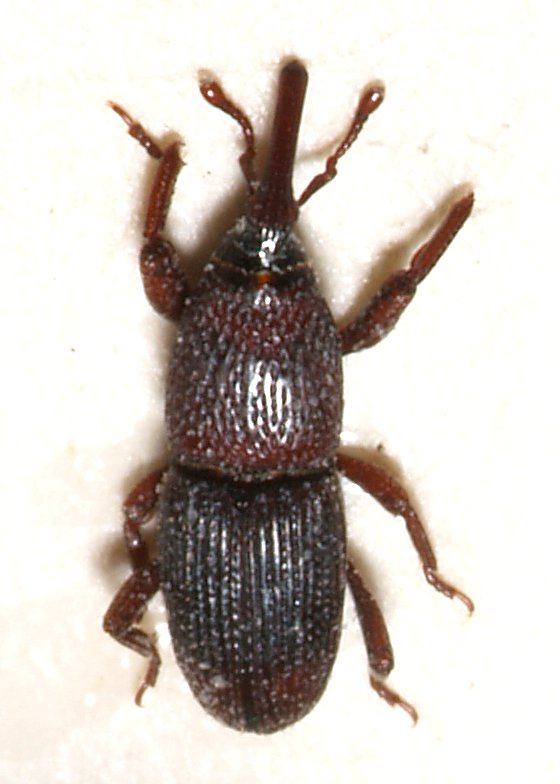
Sitophilus granarius

- Sitophilus zeamais Motschulsky，1855：2.1～3.5公釐，在日本及世界各地均有分佈
- Sitophilus granarius（英语：Granary weevil） (Linnaeus，1758)：3.0～4.0公釐，在日本及世界各地均有分佈
- Sitophilus linearis Herbst，1797)
- Sitophilus rugicollis Casey，1892)